# Hyperurikemie
Hyperurikemie is een stofwisselingsstoornis waarbij een extreem hoge urinezuurspiegel aanwezig is in het bloed. Van hyperurikemie wordt gesproken indien de uraatspiegels in het plasma hoger zijn dan 420 μmol/l (7,0 mg/dl) bij mannen en 360 μmol/l (6,0 mg/dl) bij vrouwen.

## Oorzaken
Hyperurikemie kan ontstaan door:
- aangeboren stofwisselingstoornissen
- purinerijk voedsel
- chronische nierfunctiestoornissen
- chronisch gebruik van geneesmiddelen als diuretica (vochtafdrijvende middelen) en aspirine
- loodvergiftiging
- hormoonstoornissen zoals hypothyreoïdie en diabetes mellitus
- bepaalde vormen van chemotherapie (omdat daarbij veel cellen worden afgebroken)
- psoriasis.

## Gevolgen
Hyperurikemie kan jicht en nierstenen veroorzaken.

## Diagnose
De diagnose wordt gesteld op basis van bloedonderzoek.